# Maria Anna Sophia Elisabeth van Saksen-Weimar-Eisenach
Maria Anna Sophia Elisabeth van Saksen-Weimar-Eisenach (Weimar, 29 mei 1851 - aldaar, 26 mei 1859) was de tweede dochter van Karel Alexander van Saksen-Weimar-Eisenach en Sophie der Nederlanden. Ze is vernoemd naar haar moeder en naar haar peetmoeder koningin Sophie.
Zij stierf reeds op 7-jarige leeftijd, vlak voor haar verjaardag aan hevige oorontsteking.

## Kwartierstaat
| Karel August van Saksen-Weimar-Eisenach (1757-1828) | Karel August van Saksen-Weimar-Eisenach (1757-1828) | Karel August van Saksen-Weimar-Eisenach (1757-1828) | Karel August van Saksen-Weimar-Eisenach (1757-1828) | Karel August van Saksen-Weimar-Eisenach (1757-1828)   | Karel August van Saksen-Weimar-Eisenach (1757-1828)   | Louise van Hessen-Darmstadt (1757-1830)               | Louise van Hessen-Darmstadt (1757-1830)               | Louise van Hessen-Darmstadt (1757-1830)               | Louise van Hessen-Darmstadt (1757-1830)               | Louise van Hessen-Darmstadt (1757-1830)                | Louise van Hessen-Darmstadt (1757-1830)                |                                                                     |                                                                     | Paul I van Rusland (1754-1801)                                      | Paul I van Rusland (1754-1801)                                      | Paul I van Rusland (1754-1801)                                      | Paul I van Rusland (1754-1801)                                      | Paul I van Rusland (1754-1801)         | Paul I van Rusland (1754-1801)         | Sophia Dorothea Augusta Louisa van Württemberg (1759-1828)           | Sophia Dorothea Augusta Louisa van Württemberg (1759-1828)           | Sophia Dorothea Augusta Louisa van Württemberg (1759-1828)           | Sophia Dorothea Augusta Louisa van Württemberg (1759-1828)           | Sophia Dorothea Augusta Louisa van Württemberg (1759-1828)           | Sophia Dorothea Augusta Louisa van Württemberg (1759-1828)           |  |  | Willem I der Nederlanden (1772–1843)                               | Willem I der Nederlanden (1772–1843)                               | Willem I der Nederlanden (1772–1843)                               | Willem I der Nederlanden (1772–1843)                               | Willem I der Nederlanden (1772–1843)                               | Willem I der Nederlanden (1772–1843)                               | Wilhelmina van Pruisen (1774-1837)    | Wilhelmina van Pruisen (1774-1837)    | Wilhelmina van Pruisen (1774-1837)               | Wilhelmina van Pruisen (1774-1837)               | Wilhelmina van Pruisen (1774-1837)               | Wilhelmina van Pruisen (1774-1837)               |                                                  |                                                  | Paul I van Rusland (1754-1801)       | Paul I van Rusland (1754-1801)       | Paul I van Rusland (1754-1801)        | Paul I van Rusland (1754-1801)        | Paul I van Rusland (1754-1801)        | Paul I van Rusland (1754-1801)        | Sophia Dorothea Augusta Louisa van Württemberg (1759-1828) | Sophia Dorothea Augusta Louisa van Württemberg (1759-1828) | Sophia Dorothea Augusta Louisa van Württemberg (1759-1828) | Sophia Dorothea Augusta Louisa van Württemberg (1759-1828) | Sophia Dorothea Augusta Louisa van Württemberg (1759-1828) | Sophia Dorothea Augusta Louisa van Württemberg (1759-1828) |  |  |  |  |  |  |  |  |  |  |  |  |  |  |  |  |  |  |  |  |  |  |  |  |  |  |  |  |  |  |  |  |  |  |  |  |  |  |  |  |  |  |  |  |  |  |  |  |
| Karel August van Saksen-Weimar-Eisenach (1757-1828) | Karel August van Saksen-Weimar-Eisenach (1757-1828) | Karel August van Saksen-Weimar-Eisenach (1757-1828) | Karel August van Saksen-Weimar-Eisenach (1757-1828) | Karel August van Saksen-Weimar-Eisenach (1757-1828)   | Karel August van Saksen-Weimar-Eisenach (1757-1828)   | Louise van Hessen-Darmstadt (1757-1830)               | Louise van Hessen-Darmstadt (1757-1830)               | Louise van Hessen-Darmstadt (1757-1830)               | Louise van Hessen-Darmstadt (1757-1830)               | Louise van Hessen-Darmstadt (1757-1830)                | Louise van Hessen-Darmstadt (1757-1830)                |                                                                     |                                                                     | Paul I van Rusland (1754-1801)                                      | Paul I van Rusland (1754-1801)                                      | Paul I van Rusland (1754-1801)                                      | Paul I van Rusland (1754-1801)                                      | Paul I van Rusland (1754-1801)         | Paul I van Rusland (1754-1801)         | Sophia Dorothea Augusta Louisa van Württemberg (1759-1828)           | Sophia Dorothea Augusta Louisa van Württemberg (1759-1828)           | Sophia Dorothea Augusta Louisa van Württemberg (1759-1828)           | Sophia Dorothea Augusta Louisa van Württemberg (1759-1828)           | Sophia Dorothea Augusta Louisa van Württemberg (1759-1828)           | Sophia Dorothea Augusta Louisa van Württemberg (1759-1828)           |  |  | Willem I der Nederlanden (1772–1843)                               | Willem I der Nederlanden (1772–1843)                               | Willem I der Nederlanden (1772–1843)                               | Willem I der Nederlanden (1772–1843)                               | Willem I der Nederlanden (1772–1843)                               | Willem I der Nederlanden (1772–1843)                               | Wilhelmina van Pruisen (1774-1837)    | Wilhelmina van Pruisen (1774-1837)    | Wilhelmina van Pruisen (1774-1837)               | Wilhelmina van Pruisen (1774-1837)               | Wilhelmina van Pruisen (1774-1837)               | Wilhelmina van Pruisen (1774-1837)               |                                                  |                                                  | Paul I van Rusland (1754-1801)       | Paul I van Rusland (1754-1801)       | Paul I van Rusland (1754-1801)        | Paul I van Rusland (1754-1801)        | Paul I van Rusland (1754-1801)        | Paul I van Rusland (1754-1801)        | Sophia Dorothea Augusta Louisa van Württemberg (1759-1828) | Sophia Dorothea Augusta Louisa van Württemberg (1759-1828) | Sophia Dorothea Augusta Louisa van Württemberg (1759-1828) | Sophia Dorothea Augusta Louisa van Württemberg (1759-1828) | Sophia Dorothea Augusta Louisa van Württemberg (1759-1828) | Sophia Dorothea Augusta Louisa van Württemberg (1759-1828) |  |  |  |  |  |  |  |  |  |  |  |  |  |  |  |  |  |  |  |  |  |  |  |  |  |  |  |  |  |  |  |  |  |  |  |  |  |  |  |  |  |  |  |  |  |  |  |  |
|                                                     |                                                     |                                                     |                                                     |                                                       |                                                       |                                                       |                                                       |                                                       |                                                       |                                                        |                                                        |                                                                     |                                                                     |                                                                     |                                                                     |                                                                     |                                                                     |                                        |                                        |                                                                      |                                                                      |                                                                      |                                                                      |                                                                      |                                                                      |  |  |                                                                    |                                                                    |                                                                    |                                                                    |                                                                    |                                                                    |                                       |                                       |                                                  |                                                  |                                                  |                                                  |                                                  |                                                  |                                      |                                      |                                       |                                       |                                       |                                       |                                                            |                                                            |                                                            |                                                            |                                                            |                                                            |  |  |  |  |  |  |  |  |  |  |  |  |  |  |  |  |  |  |  |  |  |  |  |  |  |  |  |  |  |  |  |  |  |  |  |  |  |  |  |  |  |  |  |  |  |  |  |  |
|                                                     |                                                     |                                                     |                                                     | Karel Frederik van Saksen-Weimar-Eisenach (1783-1853) | Karel Frederik van Saksen-Weimar-Eisenach (1783-1853) | Karel Frederik van Saksen-Weimar-Eisenach (1783-1853) | Karel Frederik van Saksen-Weimar-Eisenach (1783-1853) | Karel Frederik van Saksen-Weimar-Eisenach (1783-1853) | Karel Frederik van Saksen-Weimar-Eisenach (1783-1853) |                                                        |                                                        |                                                                     |                                                                     |                                                                     |                                                                     | Maria Pavlovna van Rusland (1786-1859)                              | Maria Pavlovna van Rusland (1786-1859)                              | Maria Pavlovna van Rusland (1786-1859) | Maria Pavlovna van Rusland (1786-1859) | Maria Pavlovna van Rusland (1786-1859)                               | Maria Pavlovna van Rusland (1786-1859)                               |                                                                      |                                                                      |                                                                      |                                                                      |  |  |                                                                    |                                                                    |                                                                    |                                                                    | Willem II der Nederlanden (1792-1849)                              | Willem II der Nederlanden (1792-1849)                              | Willem II der Nederlanden (1792-1849) | Willem II der Nederlanden (1792-1849) | Willem II der Nederlanden (1792-1849)            | Willem II der Nederlanden (1792-1849)            |                                                  |                                                  |                                                  |                                                  |                                      |                                      | Anna Paulowna van Rusland (1795-1865) | Anna Paulowna van Rusland (1795-1865) | Anna Paulowna van Rusland (1795-1865) | Anna Paulowna van Rusland (1795-1865) | Anna Paulowna van Rusland (1795-1865)                      | Anna Paulowna van Rusland (1795-1865)                      |                                                            |                                                            |                                                            |                                                            |  |  |  |  |  |  |  |  |  |  |  |  |  |  |  |  |  |  |  |  |  |  |  |  |  |  |  |  |  |  |  |  |  |  |  |  |  |  |  |  |  |  |  |  |  |  |  |  |
|                                                     |                                                     |                                                     |                                                     | Karel Frederik van Saksen-Weimar-Eisenach (1783-1853) | Karel Frederik van Saksen-Weimar-Eisenach (1783-1853) | Karel Frederik van Saksen-Weimar-Eisenach (1783-1853) | Karel Frederik van Saksen-Weimar-Eisenach (1783-1853) | Karel Frederik van Saksen-Weimar-Eisenach (1783-1853) | Karel Frederik van Saksen-Weimar-Eisenach (1783-1853) |                                                        |                                                        |                                                                     |                                                                     |                                                                     |                                                                     | Maria Pavlovna van Rusland (1786-1859)                              | Maria Pavlovna van Rusland (1786-1859)                              | Maria Pavlovna van Rusland (1786-1859) | Maria Pavlovna van Rusland (1786-1859) | Maria Pavlovna van Rusland (1786-1859)                               | Maria Pavlovna van Rusland (1786-1859)                               |                                                                      |                                                                      |                                                                      |                                                                      |  |  |                                                                    |                                                                    |                                                                    |                                                                    | Willem II der Nederlanden (1792-1849)                              | Willem II der Nederlanden (1792-1849)                              | Willem II der Nederlanden (1792-1849) | Willem II der Nederlanden (1792-1849) | Willem II der Nederlanden (1792-1849)            | Willem II der Nederlanden (1792-1849)            |                                                  |                                                  |                                                  |                                                  |                                      |                                      | Anna Paulowna van Rusland (1795-1865) | Anna Paulowna van Rusland (1795-1865) | Anna Paulowna van Rusland (1795-1865) | Anna Paulowna van Rusland (1795-1865) | Anna Paulowna van Rusland (1795-1865)                      | Anna Paulowna van Rusland (1795-1865)                      |                                                            |                                                            |                                                            |                                                            |  |  |  |  |  |  |  |  |  |  |  |  |  |  |  |  |  |  |  |  |  |  |  |  |  |  |  |  |  |  |  |  |  |  |  |  |  |  |  |  |  |  |  |  |  |  |  |  |
|                                                     |                                                     |                                                     |                                                     |                                                       |                                                       |                                                       |                                                       |                                                       |                                                       | Karel Alexander van Saksen-Weimar-Eisenach (1818-1901) | Karel Alexander van Saksen-Weimar-Eisenach (1818-1901) | Karel Alexander van Saksen-Weimar-Eisenach (1818-1901)              | Karel Alexander van Saksen-Weimar-Eisenach (1818-1901)              | Karel Alexander van Saksen-Weimar-Eisenach (1818-1901)              | Karel Alexander van Saksen-Weimar-Eisenach (1818-1901)              |                                                                     |                                                                     |                                        |                                        |                                                                      |                                                                      |                                                                      |                                                                      |                                                                      |                                                                      |  |  |                                                                    |                                                                    |                                                                    |                                                                    |                                                                    |                                                                    |                                       |                                       |                                                  |                                                  | Sophie van Oranje-Nassau (1824-1897)             | Sophie van Oranje-Nassau (1824-1897)             | Sophie van Oranje-Nassau (1824-1897)             | Sophie van Oranje-Nassau (1824-1897)             | Sophie van Oranje-Nassau (1824-1897) | Sophie van Oranje-Nassau (1824-1897) |                                       |                                       |                                       |                                       |                                                            |                                                            |                                                            |                                                            |                                                            |                                                            |  |  |  |  |  |  |  |  |  |  |  |  |  |  |  |  |  |  |  |  |  |  |  |  |  |  |  |  |  |  |  |  |  |  |  |  |  |  |  |  |  |  |  |  |  |  |  |  |
|                                                     |                                                     |                                                     |                                                     |                                                       |                                                       |                                                       |                                                       |                                                       |                                                       | Karel Alexander van Saksen-Weimar-Eisenach (1818-1901) | Karel Alexander van Saksen-Weimar-Eisenach (1818-1901) | Karel Alexander van Saksen-Weimar-Eisenach (1818-1901)              | Karel Alexander van Saksen-Weimar-Eisenach (1818-1901)              | Karel Alexander van Saksen-Weimar-Eisenach (1818-1901)              | Karel Alexander van Saksen-Weimar-Eisenach (1818-1901)              |                                                                     |                                                                     |                                        |                                        |                                                                      |                                                                      |                                                                      |                                                                      |                                                                      |                                                                      |  |  |                                                                    |                                                                    |                                                                    |                                                                    |                                                                    |                                                                    |                                       |                                       |                                                  |                                                  | Sophie van Oranje-Nassau (1824-1897)             | Sophie van Oranje-Nassau (1824-1897)             | Sophie van Oranje-Nassau (1824-1897)             | Sophie van Oranje-Nassau (1824-1897)             | Sophie van Oranje-Nassau (1824-1897) | Sophie van Oranje-Nassau (1824-1897) |                                       |                                       |                                       |                                       |                                                            |                                                            |                                                            |                                                            |                                                            |                                                            |  |  |  |  |  |  |  |  |  |  |  |  |  |  |  |  |  |  |  |  |  |  |  |  |  |  |  |  |  |  |  |  |  |  |  |  |  |  |  |  |  |  |  |  |  |  |  |  |
|                                                     |                                                     |                                                     |                                                     |                                                       |                                                       |                                                       |                                                       |                                                       |                                                       |                                                        |                                                        |                                                                     |                                                                     |                                                                     |                                                                     |                                                                     |                                                                     |                                        |                                        |                                                                      |                                                                      |                                                                      |                                                                      |                                                                      |                                                                      |  |  |                                                                    |                                                                    |                                                                    |                                                                    |                                                                    |                                                                    |                                       |                                       |                                                  |                                                  |                                                  |                                                  |                                                  |                                                  |                                      |                                      |                                       |                                       |                                       |                                       |                                                            |                                                            |                                                            |                                                            |                                                            |                                                            |  |  |  |  |  |  |  |  |  |  |  |  |  |  |  |  |  |  |  |  |  |  |  |  |  |  |  |  |  |  |  |  |  |  |  |  |  |  |  |  |  |  |  |  |  |  |  |  |
|                                                     |                                                     |                                                     |                                                     |                                                       |                                                       |                                                       |                                                       |                                                       |                                                       |                                                        |                                                        |                                                                     |                                                                     |                                                                     |                                                                     |                                                                     |                                                                     |                                        |                                        |                                                                      |                                                                      |                                                                      |                                                                      |                                                                      |                                                                      |  |  |                                                                    |                                                                    |                                                                    |                                                                    |                                                                    |                                                                    |                                       |                                       |                                                  |                                                  |                                                  |                                                  |                                                  |                                                  |                                      |                                      |                                       |                                       |                                       |                                       |                                                            |                                                            |                                                            |                                                            |                                                            |                                                            |  |  |  |  |  |  |  |  |  |  |  |  |  |  |  |  |  |  |  |  |  |  |  |  |  |  |  |  |  |  |  |  |  |  |  |  |  |  |  |  |  |  |  |  |  |  |  |  |
|                                                     |                                                     |                                                     |                                                     |                                                       |                                                       |                                                       |                                                       |                                                       |                                                       |                                                        |                                                        | Karel August Willem Nicolaas van Saksen-Weimar-Eisenach (1844-1894) | Karel August Willem Nicolaas van Saksen-Weimar-Eisenach (1844-1894) | Karel August Willem Nicolaas van Saksen-Weimar-Eisenach (1844-1894) | Karel August Willem Nicolaas van Saksen-Weimar-Eisenach (1844-1894) | Karel August Willem Nicolaas van Saksen-Weimar-Eisenach (1844-1894) | Karel August Willem Nicolaas van Saksen-Weimar-Eisenach (1844-1894) |                                        |                                        | Marie Anna Alexandrine Sophie van Saksen-Weimar-Eisenach (1849-1922) | Marie Anna Alexandrine Sophie van Saksen-Weimar-Eisenach (1849-1922) | Marie Anna Alexandrine Sophie van Saksen-Weimar-Eisenach (1849-1922) | Marie Anna Alexandrine Sophie van Saksen-Weimar-Eisenach (1849-1922) | Marie Anna Alexandrine Sophie van Saksen-Weimar-Eisenach (1849-1922) | Marie Anna Alexandrine Sophie van Saksen-Weimar-Eisenach (1849-1922) |  |  | Maria Anna Sophia Elisabeth van Saksen-Weimar-Eisenach (1851-1859) | Maria Anna Sophia Elisabeth van Saksen-Weimar-Eisenach (1851-1859) | Maria Anna Sophia Elisabeth van Saksen-Weimar-Eisenach (1851-1859) | Maria Anna Sophia Elisabeth van Saksen-Weimar-Eisenach (1851-1859) | Maria Anna Sophia Elisabeth van Saksen-Weimar-Eisenach (1851-1859) | Maria Anna Sophia Elisabeth van Saksen-Weimar-Eisenach (1851-1859) |                                       |                                       | Elisabeth van Saksen-Weimar-Eisenach (1854-1908) | Elisabeth van Saksen-Weimar-Eisenach (1854-1908) | Elisabeth van Saksen-Weimar-Eisenach (1854-1908) | Elisabeth van Saksen-Weimar-Eisenach (1854-1908) | Elisabeth van Saksen-Weimar-Eisenach (1854-1908) | Elisabeth van Saksen-Weimar-Eisenach (1854-1908) |                                      |                                      |                                       |                                       |                                       |                                       |                                                            |                                                            |                                                            |                                                            |                                                            |                                                            |  |  |  |  |  |  |  |  |  |  |  |  |  |  |  |  |  |  |  |  |  |  |  |  |  |  |  |  |  |  |  |  |  |  |  |  |  |  |  |  |  |  |  |  |  |  |  |  |